# L'Épopée du capitaine Scott
Pour plus de détails, voir Fiche technique et Distribution.
L'Épopée du Capitaine Scott (Scott of the Antarctic), aussi connu sous le titre français L'Aventure sans retour, est un film britannique réalisé par Charles Frend, et sorti en 1948.

## Synopsis
Le film relate l'histoire de l'expédition Terra Nova de Robert Falcon Scott en Antarctique entre 1910 et 1912. 

## Fiche technique
- Titre : L'Épopée du capitaine Scott / L'Aventure sans retour
- Titre original : Scott of the Antarctic
- Réalisation : Charles Frend
- Scénario : Ivor Montagu, Walter Meade et Mary Hayley Bell
- Images : Osmond Borradaile, Jack Cardiff, Geoffrey Unsworth et Paul Beeson (cadreur)
- Musique : Ralph Vaughan Williams
- Production : Michael Balcon et Sidney Cole pour Ealing Studios
- Pays d'origine : Royaume-Uni
- Format : Couleur (Technicolor) - 1,37:1
- Genre : Aventures, Biographie
- Durée : 111 minutes
- Date de sortie : 29 novembre 1948

## Distribution
- John Mills : Robert Falcon Scott
- Diana Churchill : Kathleen Scott
- Harold Warrender : Edward Adrian Wilson
- Anne Firth (en) : Oriana Wilson
- Derek Bond : Lawrence Oates
- Reginald Beckwith : Henry Robertson Bowers
- James Robertson Justice : Edgar Evans
- Kenneth More : Edward Evans
- Norman Williams (en) : William Lashly
- John Gregson : Thomas Crean
- Christopher Lee : Bernard Day

## Autour du film
- Le film fut tourné en grande partie en Norvège.
- Le thème du film fut réutilisé par son compositeur, Ralph Vaughn Williams, dans sa Sinfonia antartica.